# Südschwedisches Hochland
Das Südschwedische Hochland, oft nur Småländisches Hochland, ist ein nur grob definiertes Hochland in Süd- und Mittelschweden. Zu ihm zählt die Region des nördlichen Smålands, des südlichen Östergötlands und des südlichen und östlichen Västergötlands, die über 200 m.ö.h. liegt.
Die höchsten Berge sind neben dem Tomtabacken mit 377 Metern, der Galtåsen mit 361 Metern, der Taberg mit 343 Metern und der Stenabohöjden mit 328 Metern Höhe.
Das Hochland entstand im Zuge einer Erdhebung im Tertiär.

## Topografie
Der größte Teil der Südschwedischen Hochlandes liegt in Småland. Dieser stark bergig und hügelige Teil wird auch das „Hochland von Småland“ genannt. Es umfasst Teile der Gemeinden Aneby, Eksjö, Nässjö, Sävsjö, Tranås und Vetlanda, die alle im östlichen Teil der Provinz Jönköpings län liegen. In Väster- und Östergötland geht es in die Mittelschwedische Senke über.

## Flora
Das Gebiet ist fast vollständig bewaldet und von Mooren geprägt.

## Klima
Aufgrund westlicher Aufdruckswinde im Hochland gibt es dort wesentlich mehr Regen und Gewitter als in den umliegenden Gebieten.
Die Luft, insbesondere der Brechungsindex von Radiowellen, hat vor allem durch die Kombination von Temperatur, Druck, und Feuchtigkeit, teilweise starke saisonale Schwankungen.

## Kulturgeschichte
Das Südschwedische Hochland war bereits in der Altsteinzeit bevölkert. Die Menschen lebten damals nahezu ausschließlich vom Jagen und Sammeln. Ab der Jungsteinzeit wurden die Menschen in dieser Region sesshaft und betrieben Landwirtschaft. Spuren der Landwirtschaft sowie von Siedlungen und Wegen sind aus nahezu allen frühgeschichtlichen Epochen, u. a. auch der Bronze- und Eisenzeit, in den Böden, hauptsächlich in unberührten Landstrichen wie Wäldern konserviert und erhalten. Aus der Bronze- und Eisenzeit sind darüber hinaus auf dem ganzen Hochland Grabhügel und Steinkreise zu finden.
Die in der frühen Eisenzeit gefundenen Eisenerzvorkommen wurden ab dem 17. Jahrhundert zunehmend bedeutender. Ab dieser Zeit reichte der eher ertragsarme Boden nicht mehr aus, um die angewachsene Bevölkerung ausreichend zu ernähren, so dass der Eisenerzabbau immer mehr forciert wurde und kleinere Industriebetriebe wie Gießereien und Schmieden entstanden.
Kohlemeiler, Bergwerke und andere Funde zeugen von der teilweise mehrere tausend Jahre alten Eisengewinnung in dieser Region. Auch in den folgenden Jahrhunderten blieb die Eisenförderung auf dem südschwedischen Hochland sehr bedeutend und förderte die schwedische Industrialisierung.

## Trivia
- Unweit der Ortschaft Ingatorp, also im Hochland von Småland, befindet sich die 1229 gebaute Zehnthütte von Ingatorp – mit über 780 Jahren das älteste noch erhaltene Holzhaus Schwedens.[5]